# فرودگاه قنیش-قیه
فرودگاه قنیش-قیه (به لاتین: Kanysh-Kiya Airport) یک فرودگاه در قرقیزستان است که در شهرستان چتکل واقع شده‌است.